# Partido de la Gente (Chile)
El Partido de la Gente (PDG) es un partido político chileno populista de centroderecha a derecha, creado a fines de 2019, siendo legalizado por el Servicio Electoral el 26 de julio de 2021. Es liderado actualmente por el ingeniero comercial Franco Parisi, e inicialmente por el fundador de «Felices y Forrados», Gino Lorenzini.

## Historia

### Fundación
Fue fundado el 13 de diciembre de 2019, con domicilio en la ciudad de Santiago. Sus fundadores son los economistas Franco Parisi (candidato independiente en la elección presidencial de 2013) y Gino Lorenzini, y buena parte de sus adherentes fueron miembros del movimiento de Parisi llamado «El Poder de la Gente, Movimiento Social Franco Parisi».
Lorenzini, por su parte, fue fundador de Felices y Forrados, una empresa de asesoría previsional que intentó llevar candidaturas independientes a las elecciones de convencionales constituyentes de 2021 que fueron rechazadas por el Servicio Electoral (Servel) por incumplir con las normas de financiamiento de la política. Según publicaciones de prensa, Lorenzini sería candidato presidencial del PDG para la elección de 2021.
El 28 de mayo de 2021 anunciaron la recolección de 35 mil firmas, lo que les permitiría inscribirse como partido político en las 16 regiones del país, si el Servel validaba las rúbricas. El mismo día presentaron 30 258 firmas ante el Servel para inscribir a la colectividad en todas las regiones del país. Posteriormente Gino Lorenzini y Franco Parisi entregaron su apoyo a la recolección de firmas para la legalización del partido Centro Unido, con quienes buscaban desarrollar una lista conjunta de candidaturas parlamentarias. El 26 de julio el Servel acogió la solicitud de inscripción del partido en todas las regiones de Chile.
El 1 de diciembre de 2021 se convirtió en el partido político con el mayor número de militantes en Chile superando los 48 mil. Sin embargo, a fines de 2022 fue desplazado por el Partido Comunista y ha seguido a la baja.

### Candidatura presidencial de 2021
El 11 de agosto de 2021, Gino Lorenzini anunció que presentaría una candidatura independiente a la presidencia de la República, producto de un quiebre al interior del partido debido a diferencias con Franco Parisi, dejando de esta forma la colectividad. El partido tenía previsto hacer una primaria digital interna entre Lorenzini y Parisi para definir a su candidato presidencial, método que fue rechazado por Lorenzini argumentando que él iría como candidato sea el resultado que sea.
Luego de anunciar su candidatura, Lorenzini dijo que “la opción con que se transformó en partido el PDG, creció tanto la ambición que se empezó a implementar esta dictadura. La ambición creció tanto que se volvieron locos con los cupos de diputados y senadores, y las bases están fraccionadas, entonces en vez de unirnos nos están dividiendo”. Tras conocer que está recolectando firmas como independiente, el PDG emitió un comunicado en que afirmaron: “Gino decidió iniciar una opción personal, y se distancia de nuestro proyecto”. En ese contexto, Lorenzini publicó días después a través de Felices y Forrados que si se ratificaba su militancia política ante el Servel, iría a las primarias del partido, y llamó a dejar atrás las divisiones entre sus adherentes y los de Parisi; cuestión que finalmente no prosperó al dejar Lorenzini la colectividad, produciendo un quiebre interno en el partido.
Para las elecciones parlamentarias de 2021, el partido inscribió candidaturas a diputados y senadores en todos los distritos y regiones del país, en virtud de su estatus legal de «partido nacional»; entre las candidaturas se encuentra el exdiputado de RN, expresidente de la agrupación neofascista Movimiento Social Patriota, y político nacionalista y antiinmigrante, Gaspar Rivas. El PDG logró la elección de seis diputados, y un 8,45% de votos a favor del partido. Realizó una consulta virtual no vinculante para tomar una decisión de cara a la segunda vuelta de la elección presidencial de diciembre de ese año, ganando la opción del líder del Partido Republicano, José Antonio Kast.

### Proceso constituyente
El partido apoyó la opción «Rechazo» para el plebiscito constitucional de Chile de 2022 tras realizar una consulta interna a sus militantes. Para la elección de consejeros constitucionales definió ir en una lista individual bajo el eslogan «Pacto con la Gente». No obstante, tras los comicios quedó sin representantes en el Consejo Constitucional.

## Controversias

### Críticas
El partido ha sido definido como atrapalotodo y populista, además de intentar utilizar la etiqueta de "independiente" y de "centro", apelando al concepto de "pueblo" y "gente" para capitalizar apoyo político. También se le ha acusado de personalista, al girar en torno a la figura y los pensamientos de Parisi.

### Ataques y acoso a Canal 13 y periodistas
Canal 13, en su noticiero Teletrece, mostró un reportaje llamado "Inversión, la pesadilla inmobiliaria" donde se relaciona a Franco Parisi con estafas y lavado de dinero en la comuna de La Cisterna a través de su inmobiliaria "Cerro Colorado SpA". Ante dicho reportaje, Parisi denunció en sus redes sociales "persecución política" y "destrucción de imagen", acusando que es obra de "los poderosos" y que "le tienen miedo al PDG", llamando además públicamente a denunciar en masa al canal y a los periodistas detrás de la investigación ante el Consejo Nacional de Televisión (CNTV), publicando fotografías y datos personales de los periodistas e investigadores del reportaje. 
Ante esto, Canal 13 salió a defenderse a través de la comunicadora Mónica Pérez, quien declaró en nombre del canal y el equipo de prensa que "en los últimos días, Franco Parisi acusó por redes sociales al periodista realizador de este reportaje de atacarlo tras enterarse de esta investigación. Incluso difundió su fotografía entre sus seguidores y lo acusó de acosar y presionar a personas. Eso no es verdad. Nuestro periodista solo hacía su trabajo y cumplía con el deber de acudir a la fuente directa para contrastar los antecedentes recopilados. Queremos recalcar que T13 no dejará de hacer su trabajo periodístico, aunque recibamos estas acusaciones por redes sociales".
El CNTV, ante la ola de denuncias que desencadenó el llamado de Parisi, declaró que no habría sanción o prejuzgamiento a Canal 13.

### Denuncia por infracción a la Ley de Gasto Electoral
A inicios de septiembre de 2021, Chile Transparente denunció ante el Servel al Partido de la Gente y a Parisi debido a que este último llamó a militantes y adherentes de la colectividad a través de redes sociales a depositar dinero a la cuenta personal de Luis Antonio Moreno, presidente del PDG, para financiar campañas político-partidarias. Este hecho fue reclamado por Chile Transparente, alegando infracción a ley de Transparencia, Límite y Control de Gasto Electoral, debido a que toda donación a partido debe transparentarse y hacerse directamente a la colectividad, y no a terceros; el miembro de Chile Transparente, Alberto Precht, indicó que "no corresponde que aportes a campañas se hagan a una cuenta personal, la ley señala que eso se debe hacer a través del Servel. Y tampoco corresponde si es que fuese un aporte al partido, si esa fuera la excusa”, explica. El Servicio Electoral anunció que se investigará la irregularidad y no desestimará sanciones al partido.
Debido a esta situación, surgieron diversas críticas y cuestionamientos al esquema de financiamiento de Parisi y su partido; expertos en la materia apuntaron a que el PDG se trata de un mecanismo para acaparar y ganar dinero a través de campañas y elecciones políticas. Antes de quebrar con Parisi y el PDG, el fundador de Felices y Forrados, Gino Lorenzini, denunció que el partido estaba montando una estructura para recaudar y ganar dineros con la devolución por voto obtenido que efectúa el Estado a los candidatos.
Posteriormente el Servel anunció una investigación contra la colectividad y Parisi luego de que un reportaje de Ciper Chile denunciara que la empresa Cubric, cuyo dueño es el militante del partido y excandidato a senador por la Región Metropolitana Roberto Cofre, habría recibido $112 millones por parte del PDG para campaña política. Además, la investigación también tomó los casos en que "en reiteradas ocasiones" dirigentes del partido habrían pedido y solicitado aportes y donaciones a sus cuentas personales, infringiendo la ley Electoral vigente. Ante la investigación el presidente del partido Luis Moreno no se refirió al tema.
Días después, militantes de la tienda que realizaron las acusaciones de lavado de dinero y pérdida de fondos denunciaron amenazas de muerte contra ellos por parte de adherentes de Parisi; además informaron que Parisi ordenó "funar" y atacar a prensa y periodistas por publicaciones y reportajes de su persona y el tema de los dineros del partido. También acusaron que el dinero recaudado por los militantes para traer de vuelta al líder del PDG, cerca de unos $40 millones, habría desaparecido, apuntando y responsabilizando a los líderes del partido por dichas sumas; se informó que se hizo una lucatón, cuyo premio era conocer a Parisi en persona, cuestión que nunca se concretó.

## Directiva
Las autoridades del partido son:
- Presidente: Luis Moreno Villablanca
- Vicepresidente: Jorge Luis Passadore Soto
- Secretario general: Luis Emilio Peña Rojo
- Tesorero: Rafael Huenchuñir Gatica
- Coordinador nacional: Christian Cid Barahona
- Secretaria ejecutiva: Gloria Vera Rubio

## Resultados electorales

### Elecciones parlamentarias
|  | 8,45 % |

|  | 8,12 % |

### Elecciones municipales
|  | 1,64 % |

|  | 2,87 % |

### Elecciones de gobernadores
| Elección | Votos   | % de votos      | Escaños |
| -------- | ------- | --------------- | ------- |
| 2024     | 488 349 | \| \| 4,53 % \| | 0/16    |
|          | 4,53 %  |                 |         |

### Elecciones de consejeros regionales
|  | 7,73 % |

|  | 3,79 % |

### Elecciones de consejeros constitucionales
| Elección | Votos   | % de votos      | Escaños |
| -------- | ------- | --------------- | ------- |
| 2023     | 537 194 | \| \| 5.48 % \| | 0/50    |
|          | 5.48 %  |                 |         |

## Autoridades

### Diputados
En la Cámara de Diputadas y Diputados de Chile, todos los seis parlamentarios electos en la elección de 2021 habían abandonado el partido para agosto de 2024. Sin embargo el 1 de agosto de 2025 la diputada Pamela Jiles (ex PH) confirmó su llegada al partido junto a su esposo Pablo Maltés, que confirmaron que serán candidatos a diputados por el PDG para las elecciones legislativas de 2025. Estos diputados que fueron electos para el período 2022-2026 son:
| Nombre                            | Región        | Distrito |
| --------------------------------- | ------------- | -------- |
| Pamela Jiles Moreno (2025-)       | Metropolitana | 12       |
| Yovana Ahumada Palma (2021-2022)  | Antofagasta   | 3        |
| Víctor Pino Fuentes (2021-2022)   | Coquimbo      | 5        |
| Gaspar Rivas Sánchez (2021-2024)  | Valparaíso    | 6        |
| Rubén Oyarzo Figueroa (2021-2024) | Metropolitana | 8        |
| Roberto Arroyo Muñoz (2021-2022)  | Biobío        | 20       |
| Karen Medina Vásquez (2021-2024)  | Biobío        | 21       |